# Mig og Annie
Mig og Annie er en amerikansk komediefilm fra 1977. Filmen er skrevet, instrueret og spillet af Woody Allen.

## Plot
En jødisk komedieforfatter og en protestantisk sangerinde møder hinanden i New York, og sød musik opstår. De ved begge, at det kan være svært at finde den rette livsledsager i en verden befolket af intellektuelle kritikere, opskruede Rolling Stone-skribenter og selvhøjtidelige kunstnertyper. Gennem lange diskussioner om alt fra film til religion lærer de hinanden at kende, men forholdet bliver sat på prøve, da sangerinden overvejer at flytte til L.A.